# Ocean Colour Scene (álbum)
Ocean Colour Scene es el primer álbum de la banda homónima. Publicado en 1992 en plena explosión del Britpop en el Reino Unido, no fue tan bien acogido por la crítica como su segundo trabajo Moseley Shoals. La propia banda durante mucho tiempo renegó en cierta forma de este trabajo ya que opinaban que las intromisiones que sufrieron por parte de su discográfica les llevaron a publicar un disco alejado del espíritu que el grupo demostraba en sus directos. El primer sencillo del álbum fue Sway, en febrero de 1992, al que seguirían Givin it All Away y Do Yourself a Favour en marzo y mayo del mismo año respectivamente.

## Lista de canciones
1. "Talk On"
2. "How About You"
3. "Giving it All Away"
4. "Do Yourself A Favour"
5. "Third Shade of Green"
6. "Sway"
7. "Penny Pinching Rainy Heaven Days"
8. "One of Those Days"
9. "Is She Coming Home"
10. "Blue Deep Ocean"
11. "Reprise"